# Ecilda Paullier
Ecilda Paullier es una ciudad uruguaya del departamento de San José, siendo sede del municipio homónimo. Fue fundado el 16 de mayo de 1883.

## Ubicación

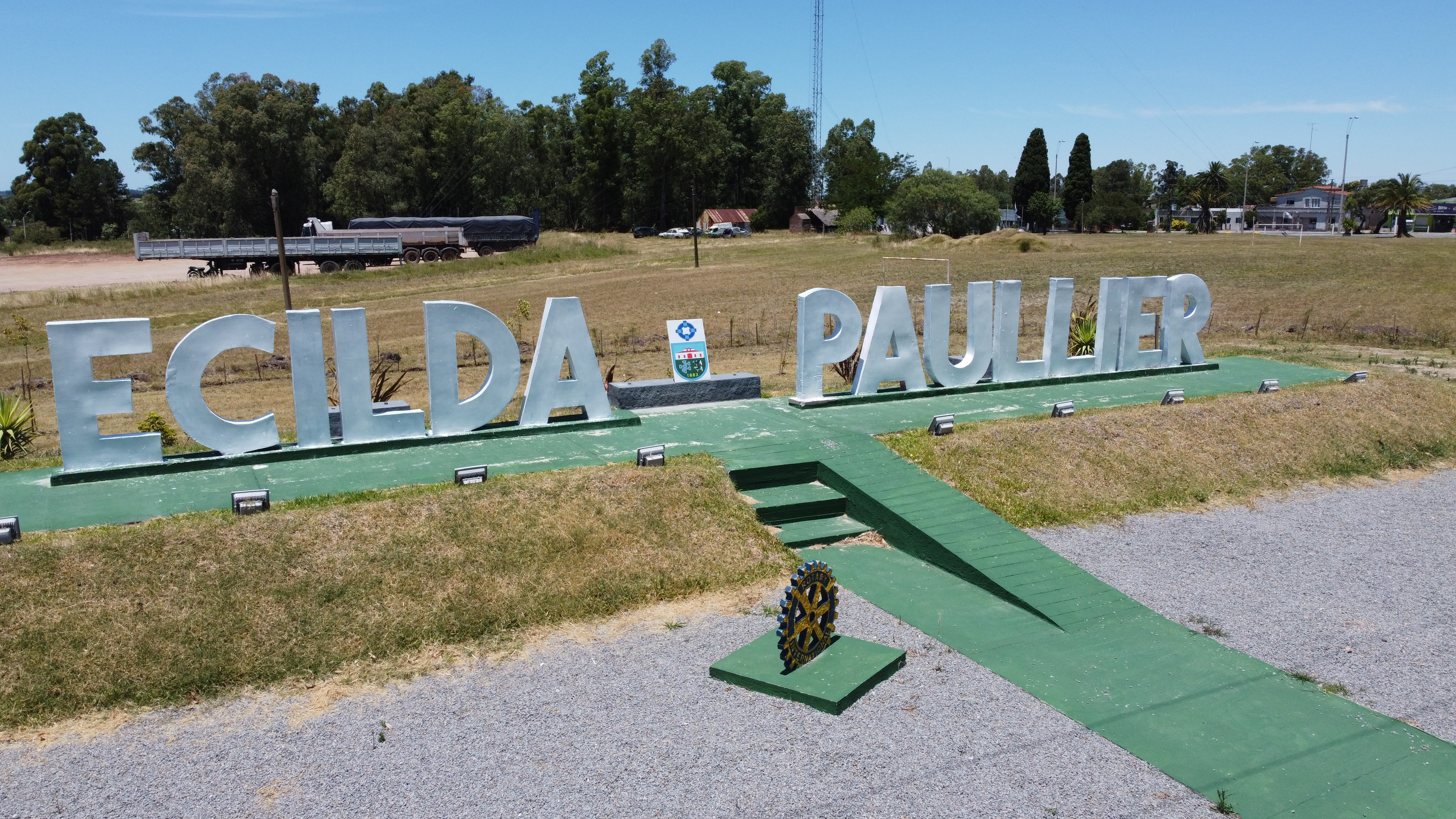
pueblo

La ciudad se encuentra situada en la zona suroeste del departamento de San José, próximo y al este del arroyo Cufré -límite con el departamento de Colonia-, y junto al cruce de las rutas nacionales 1 y 11. Dista 35 km de la capital departamental, y 101 km de la ciudad de Montevideo.

## Historia
En mayo del año 1883 se fundó el pueblo y colonia agrícola Santa Ecilda y con el correr de los años ésta fue progresando hasta convertirse en la próspera localidad que es hoy.
Desde 1716 esta región poblada por aborígenes y abundante ganado cimarrón, comienza a ser explotada por auspicio del Cabildo de Buenos Aires que autoriza a los faeneros , primitivos empresarios bonaerenses o santafesinos, que organizaban expediciones hacia la otra margen rioplatense  para proveerse de la rica corambre oriental. Aquí dejaron sus nombres en nuestra toponimia: Jofré ( devenido en Cufré), Escudero, Pavón y Pereira. En 1728 la zona pasa a formar parte de la jurisdicción de Montevideo, limitada por el oeste por el arroyo  Cufré . El 23 de marzo de 1753, por resolución de Actas Reales, se concede la estancia comprendida entre los arroyos Pavón y Jofré ( Cufré), al inmigrante español, militar y habitante de Montevideo  Don Manuel Durán; permaneciendo estas tierras por más de cien años, en los sucesores de la familia Durán. Vivían en rancheríos, capataces y peones rurales: españoles, paraguayos, cordobeses ( de Argentina ), portugueses, mestizos, esclavos e indígenas. Se transformó progresivamente en una estación de la vía que unía el recorrido entre Rosario y San José, a través del "Camino Real ", delineado desde 1759 para puestos militares y transporte ordenado por el gobernador Pedro de Ceballos. Desde 1870 ya funcionaba la posta de diligencias, con una creciente actividad - la primera empresa fue la josefina Amigos del Porvenir (1852), posteriormente las de Fructuoso Rodríguez y Luis Frones -, carruajes y volantas particulares y carretas - la transitaban los carreros Sonderegger, Naviliat, Spori, Haberli, y el andaluz González -entre otros. También previo a su fundación ya existía la Fonda y Comercio del inmigrante alemán alsaciano Thibaut Munsch y su familia. El 16 de mayo de 1883, Federico Paullier contrató ante el Gobierno, la fundación de la Colonia. En honor a su esposa Ecilda Capdevilla y Reixach de Paullier, la colonia agrícola recibió el nombre de «Santa Ecilda». En esa oportunidad quedaron también reservadas como donación, las manzanas destinadas a la capilla, la escuela, la plaza pública, el cementerio y la comisaría. Los hermanos Paullier, en la estancia Escudero de su propiedad, llevaron a cabo actividades rurales desde el año 1886, donde levantaron la Cabaña Paullier, que sería el epicentro de su actividad agropecuaria, y que con el paso de las décadas su edificación se convirtió en el símbolo emblemático de la zona de Ecilda Paullier. Su actividad se desarrollaba dentro de los últimos adelantos de aquella época. Tenían instalada una oficina telegráfica que comunicaba con Montevideo y Buenos Aires, en su edificio de dos plantas cómodo y moderno en esos años.
Varias parcelas eran sembradas con alfalfa, que servían para alimentación del ganado lechero, y que permitían junto al aporte suizo-alemán, más el franco-italiano, el desarrollo de la quesería artesanal ecildense. Fueron quienes revolucionaron la historia de la pecuaria nacional al importar desde Europa bovinos de razas lecheras : holando ( tipo holstein ), normando y la casi ya extinta friburguesa suiza. Desde 1886 comenzaron con el proceso introductorio de este ganado que sustituirá al autóctono cimarrón que primaba en esa época; vendían las crías de los reproductores puros por cruza a los noveles colonos ecildenses, y sus vecinos valdenses y neohelvéticos, con lo que lograron la difusión y un mejoramiento sustancial del ganado vacuno, que impactó en toda la cuenca lechera uruguaya, y tuvo su origen en Santa Ecilda. Recordamos que los colonos eran inmigrantes pobres que no podían financiar los costos de importación de animales de raza, emprendimiento que sí la realizó la poderosa familia Paullier Mathon , franceses alpinos que prosperaron económicamente en Uruguay, marcando un mojón en la evolución de la producción láctea y quesera nacional. También importaban equinos de pura sangre, siendo la primera cabaña de Uruguay que introdujo caballos ingleses de carrera y de tiro; siendo además uno de los mayores proveedores del Circo Ituzaingó (Maroñas). Los hermanos Paullier Mathon implantaron un estilo europeo de trabajo y producción basado en el modelo francés. Esto quedó plasmado en el diseño de la colonia agrícola y en el pueblo Santa Ecilda desde 1883, apoyados por el administrador de su emprendimiento e impulsor de la localidad, el suizo Federico Fischer.
Luego iniciaron una importación de madera dura desde Paraguay en sociedad con Pedro Risso, con una flota de embarcaciones de su propiedad. Las revoluciones de 1896 y otros factores adversos provocaron la quiebra de esta empresa y fue ejecutada por el Banco de Londres. Este banco hizo rematar las propiedades de los Paullier, pasando de esta manera a sus actuales propietarios.

### Origen de la comunidad ecildense
El primer contacto del hombre europeo con la región se remonta a diciembre de 1531, cuando el navegante portugués Pedro Lopes de Souza, tomó contacto con los charrúas en los lugares hoy conocidos como Puerto Arazatí y Boca del Cufré.
A finales del siglo XIX, en pleno proceso emigratorio europeo, llegaron a esta zona numerosas familias de diversas nacionalidades del Viejo Continente, quiénes instalaron varias colonias agrícolas en la región suroeste de Uruguay, entre ellas: Colonia Cosmopolita, Colonia Valdense, Colonia Suiza (Nueva Helvecia), Colonia Española, Colonia Piamontesa y Santa Ecilda, posteriormente denominada Ecilda Paullier.
En mayo de 1883, los hijos de franceses, hermanos Federico, Antonio ( que se desvincula de la sociedad en 1885 ), Ángela, Paulina y Amelia Paullier Mathon, que conformaban una asociación comercial, comandada por Federico, eran los propietarios de estas tierras, se propusieron fundar una colonia agrícola, destinando una parte de los terrenos para la conformación de un centro poblado, cuyo nombre homenajeaba a la esposa de Federico Paullier, doña Ecilda Capdevilla de Paullier. Así en el inicio de proceso fundacional del pueblo, convergen familias de diferentes países europeos, que en su llegada “en tanda” fueron creando una mixtura de orígenes que convierte a Ecilda Paullier en una población con aristas socioculturales muy particulares.
En esta comunidad nos encontramos con colonos suizos, franceses, austríacos, italianos, españoles (que llegaron mediante una migración interna desde el departamento de Canelones, venidos de Islas Canarias, y otros directamente desde la península ibérica), vascos, alemanes,irlandeses, árabes libaneses, portugueses y otros de la península balcánica.

## Población
Según el censo del año 2011 la ciudad contaba con una población de 5025 habitantes.
| 1205          | 1199 | 1822 | 1976 | 2351 | 2585 |
| (Fuente: INE) |      |      |      |      |      |

## Eventos
- Fiesta de las colectividades: todos los años, en el mes de noviembre, se ha impuesto en la localidad, la celebración de esta festividad, que constituye una gran manifestación popular que testimonia el recuerdo de las tradiciones que heredaron los ecildenses, descendientes de colonos provenientes de Suiza, Alemania, Italia, España, Francia, País Vasco, Austria, Croacia, Portugal y Líbano, que les otorgan características muy singulares. Es un evento multicolor, gran variedad de comidas típicas, entre ellas: paella, papas bravas, chorizo casero español,carnes y repostería al estilo francés, pastas y pizzas con gusto italiano, salchichas con chucrut y postres alemanes, tartas y fondue de queso suizo, y otras delicias. Además de entretenimientos, espectáculos, el tradicional desfile de colectividades y otras actividades, que rememora las costumbres de los colonos que forjaron la comunidad ecildense. Esta fiesta es organizada por la institución ecildense MASCEP (Movimiento de Acción Social y Cultural de Ecilda Paullier).[12]

- Fiesta quesera: desde 2005, se ha venido desarrollando en Ecilda Paullier, la Fiesta Quesera o Fiesta Nacional del Queso. El evento se realiza en la Cabaña Paullier, monumento histórico, que fue declarado como tal 2 de julio de 1989. La organización corresponde a la institución Fuerza Unión y Trabajo por Ecilda Paullier (Futep), institución que nuclea a escuelas, liceos, bibliotecas, hogares de niño y de ancianos. Cuenta con el apoyo de la Intendencia de San José y con la presencia de las intendencias de Colonia, Soriano y Flores. Lo recaudado se vuelca en forma equitativa hacia las instituciones integradas en Futep. Se trata a partir de este evento de incentivar e impulsar el desarrollo de la quesería en la región y generalmente se complementa por espectáculos, entretenimientos campestres, charlas y conferencias.